# Модлонское свайное поселение
Мо́длонское свайное поселение — неолитическое поселение древнего человека первой половины III тысячелетия до н. э. на территории Чарозерского сельского поселения Кирилловского района Вологодской области (в 9 км к северу от национального парка «Русский Север»). Расположено на узком и длинном мысу у слияния рек Модлоны и Перешной (бассейн озера Воже). 
Памятник был открыт в 1919 году К. В. Марковым. В 1938—1940 годах и в 1945—1957 годах поселение на территории Чарозерского района исследовал археолог А. Я. Брюсов. Для уточнения стратиграфии и хронологии в
1970—1975 годах поселение исследовалось С. В. Ошибкиной. Для Модлоны была получена радиоуглеродная дата 4850±120 лет по углю из культурного слоя свайного поселения. 
Жители поселения занимались охотой и рыболовством. Вместе с тем при раскопках свайного поселения в торфе были обнаружены семена льна культурного (лён-долгунец), которые удалось прорастить. Также были найдены часть деревянной прялки и отпечатки тканей на керамике.

## Материальная культура
Всего были открыты остатки четырёх домов квадратной формы, приподнятых на сваях над болотистой почвой на 35—40 см, соединявшихся мостками-переходами, которые, как и жилища, были на сваях. Мостки вели к берегу, где размещались плотики для подхода к воде. Жилища имели деревянные полы, стены из вертикально стоящих слег, переплетённых прутьями, крыша, возможно, была двускатной, покрытой берестой. Площадь дома не превышала 12 м². Стены, предположительно, были глухими, выход вёл на платформу с южной стороны. Внутри находились очаги, в одном случае остатки полов и сваи под ними обгорели. 
Также были найдены каменные и костяные орудия (наконечники копий и стрел), керамическая и деревянная (украшенная резьбой и скульптурой) посуда, подвески из янтаря, шифера и кости.  Среди охотничьей добычи выявлены лось, косуля, медведь, бобр, куница и барсук. Также найдены остатки восьми собак, которые могли быть охотничьими или ездовыми. Орудия рыболовства представлены остатками ловушек, сделанных из прутьев, стержнями больших костяных крючков составного типа, шестью гарпунами, просверлённым грузилом. Среди промысловых рыб оказались щука, окунь, лещ, синец, плотва, карась, елец, стерлядь и др. 
Керамика свайного поселения содержит примесь толчёной раковины или изредка асбеста, имеет рыхлое тёмное тесто. Сосуды низкие, круглодонные, с толстыми стенками (до 1,0 см), венчик прямой или с нависающим снаружи выступом. Многие сосуды имеют внутри нагар, следовательно, их использовали для готовки пищи. Внешняя, а также иногда край внутренней поверхности сосудов покрыты орнаментом из оттисков короткой, длинной или овальной гребёнки. Преобладают такие узоры, как вертикальный зигзаг, геометрические фигуры, вертикальные полосы шагающей гребёнки, ямки по всей
поверхности. Среди инвентаря поселения найдено более двухсот наконечников стрел из кремня, большинство из которых — листовидной формы, остальные с черешком или ромбические. Также найдены каменные пилы, шлифовальные плиты, штампы для керамики из плиток сланца, много скребков, ножей, проколок. Кремнёвые орудия сделаны из отщепов с двусторонней обработкой; есть 3 небольших топора, 14 тёсел и долот, все из сланца и шлифованные. Среди костяных изделий — острия, поделки в виде затычек, роговая муфта, голова лося с солярным знаком. Из деревянных вещей — обломок весла, лучок, ясеневый ковшик с ручкой в виде головы собаки с опущенными ушами. 
На полу жилищ были найдены янтарные украшения — 5 пуговиц с V-образным сверлением, 9 подвесок, фрагмент кольца, пронизка. Кремнёвая фигурка плывущей птицы и глиняная скульптурная головка животного, орнаментированная оттисками гребёнки, не имеют точной привязки к определённому культурному слою, так же как и изображение птицы с поднятыми крыльями.

## Аналоги
Модлонское свайное поселение является инородным включением среди неолитических культур севера Восточной Европы, так как стоянки подобного типа известны только южнее — в Псковской области, памятники типа Пиестиня в Восточной Латвии (Салский край), стоянки волосовской культуры на верхней Волге. По мнению А. Я. Брюсова, модлонское население пришло в озёрный край с юго-запада и оказалось во враждебном окружении.
По эпонимной стоянке Модлона в Восточном Прионежье выделены памятники типа Модлона, рассеянные на той же территории, что и памятники каргопольской культуры, иногда в непосредственной близости от них. Ранний период существования этого типа относится к первой половине III тыс. до н. э., поздний период — ко второй половине III тыс. до н. э. (Модлона II, Ольский Мыс на Лаче, Лисья Горка и Сухое на Ковже, могильник Каргулино на Белом озере, Устье Кинемы на Кинеме, Ильинский остров на озере Мошинское и др.). 

## Население
На окраине стоянки найдено погребение молодого человека, ориентированное на юго-запад, головой к реке, засыпанное красной охрой. В погребении найдена серия длинных иволистных наконечников стрел и обломки трёх кинжалов из кремня, типичных для позднего неолита — энеолита. В мусорной куче рядом со сгоревшим четвёртым от конца мыса домом был обнаружен череп женщины 23—24 лет, рухнувший туда вместе с обгоревшими колом и помостом.
Материалы из Караваевского могильника близ Чаронды и поселения Модлона позволили палеоантропологам охарактеризовать неолитическое население лесной зоны Восточной Европы как смешанный европеоидный тип, испытавший влияние монголоидного населения. Реконструкция облика модлонцев была сделана М. М. Герасимовым. 
По мнению Р. Я. Денисовой, в северо-восточных районах Прибалтики, в Приладожье и Прионежье существовали два антропологических типа — мезокранный метисный и долихокранный европеоидный. Именно на этих территориях в процессе взаимодействия упомянутых типов населения происходило формирование неолитических племён ямочно-гребенчатой керамики и гребенчато-ямочной керамики, предполагаемых предков прибалтийских финнов.